# Parting Should Be Painless
Parting Should Be Painless es el quinto álbum de estudio del músico británico Roger Daltrey, publicado por la compañía discográfica Atlantic Records en febrero de 1984. El álbum marcó el primer trabajo de Daltrey desde la ruptura de The Who y alcanzó el puesto 102 en la lista estadounidense Billboard 200, mientras que el sencillo «Walking in My Sleep» llegó a la posición 56 en la Billboard Hot 100. Producido por Mike Thorne, Parting Should Be Painless fue un esfuerzo concertado por parte de Daltrey para dar rienda suelta a sus frustraciones a raíz de la ruptura de The Who, uniendo canciones más o menos autobiográficas, que incluyeron un tema aportado por Eurythmics («Somebody Told Me») y otro por Bryan Ferry («Going Strong»).
El álbum fue reeditado por Wounded Bird Records en octubre de 2004.

## Grabación
Musicalmente, el álbum cubre áreas que Roger quería utilizar con The Who. Según el cantante: «Pete y yo dijimos que The Who eran una alternativa al heavy metal, pero hacia el final, John se metió más en ello y Pete y yo nos alejamos de ello. Debido a que nos estábamos comprometiendo demasiado, terminamos haciendo lo que mejor sabíamos hacer. Me aburría hasta las lágrimas, y sé que a Pete también le aburría».

## Recepción
En su reseña para Allmusic, el crítico musical William Ruhlmann escribió que el álbum «contiene algunas canciones interesantes, incluyendo "Going Strong" de Bryan Ferry, lo que te da una idea de cómo sonaría Roxy Music si Daltrey fuese su vocalista principal», pero «en su mayoría, consiste en material mediocre interpretado con indiferencia».

## Lista de canciones
| Cara A |                                                         |          |  |
| N.º    | Título                                                  | Duración |  |
| 1.     | «Walking in My Sleep» (Jack Green, Leslie Adey)         | 3:28     |  |
| 2.     | «Parting Should Be Painless» (Kit Hain)                 | 3:41     |  |
| 3.     | «Is There Anybody Out There?» (Nicky Chinn, Steve Glen) | 4:17     |  |
| 4.     | «Would a Stranger Do?» (Steve Andrews, Simon Climie)    | 3:33     |  |
| 5.     | «Going Strong» (Bryan Ferry)                            | 5:08     |  |

| Cara B |                                                 |          |  |
| N.º    | Título                                          | Duración |  |
| 1.     | «Looking for You» (Kit Hain)                    | 3:20     |  |
| 2.     | «Somebody Told Me» (Annie Lennox, Dave Stewart) | 3:07     |  |
| 3.     | «One Day» (Gerald Milne)                        | 3:10     |  |
| 4.     | «How Does the Cold Wind Cry» (Colin Towns)      | 3:46     |  |
| 5.     | «Don't Wait on the Stairs» (Steve Swindells)    | 6:33     |  |

## Personal
- Roger Daltrey voz y armónica
- Chris Spedding: guitarra
- Norman Watt-Roy: bajo
- Allan Schwartzberg: batería
- Mick Gallagher: teclados
- Michael Brecker: saxofón tenor
- Robert Medici: marimba
- Mike Thorne: sintetizador
- David Tofani: clarinete
- Billy Nicholls: coros
- Ian Dury: coros

## Posición en listas
| País           | Lista         | Posición |
| -------------- | ------------- | -------- |
| Estados Unidos | Billboard 200 | 102      |

| Sencillo              | País           | Lista             | Posición |
| --------------------- | -------------- | ----------------- | -------- |
| «Walking in My Sleep» | Estados Unidos | Billboard Hot 100 | 56       |